# Gmina Bromölla
Gmina Bromölla (szw. Bromölla kommun) – gmina w Szwecji, w regionie administracyjnym (län) Skania. Siedzibą władz gminy (centralort) jest Bromölla.

## Geografia

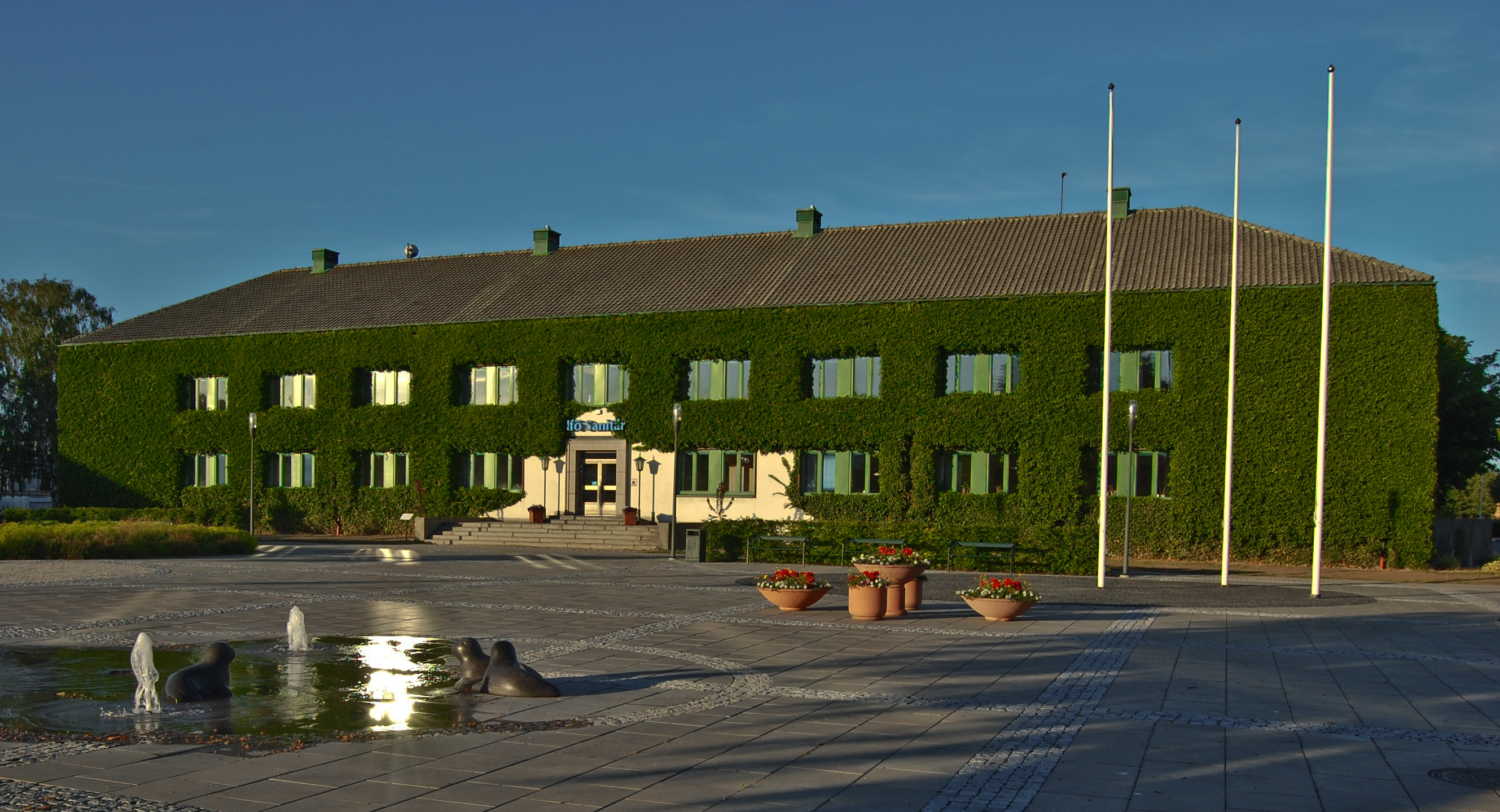
Ifö Sanitär, Bromölla

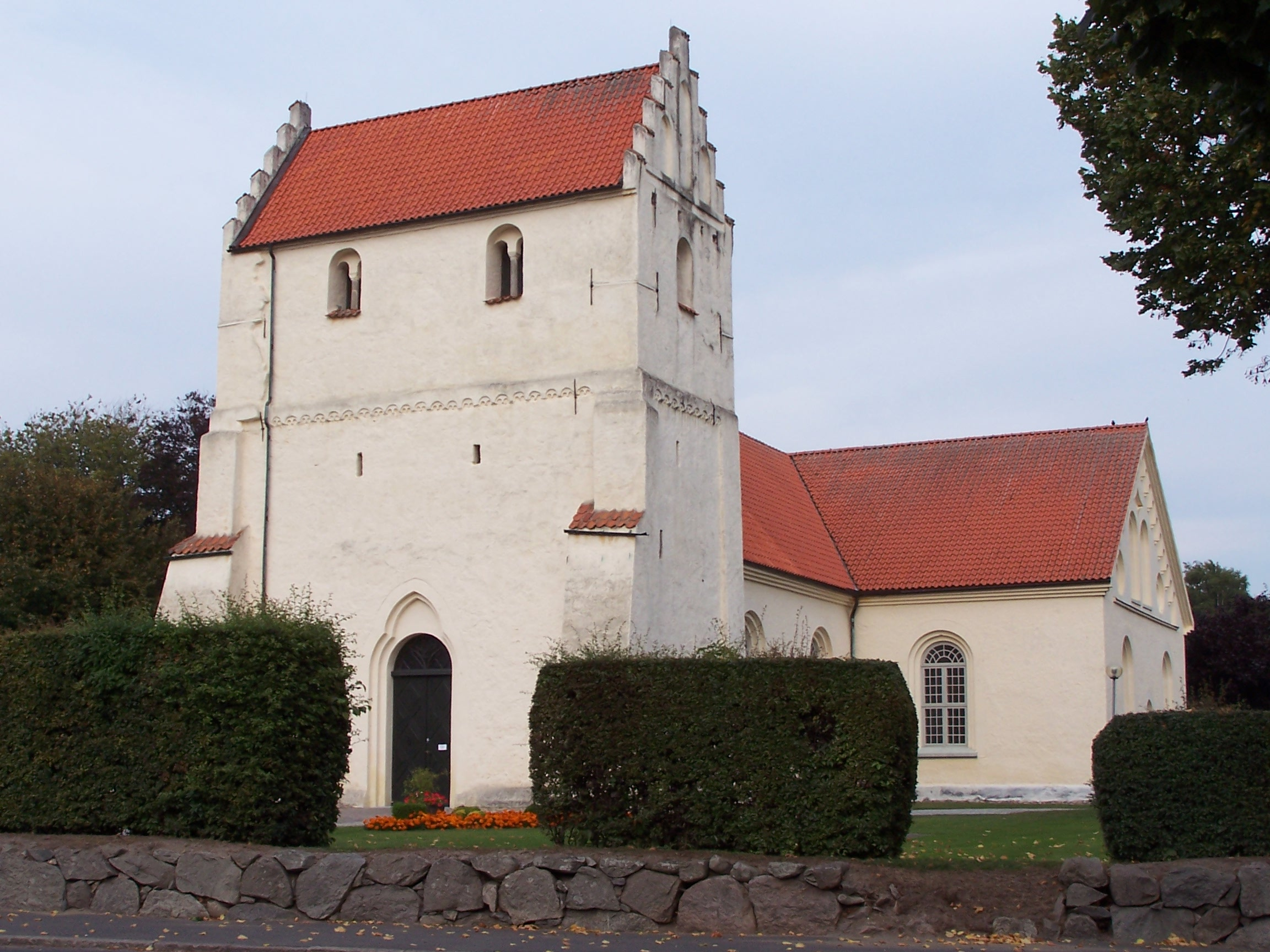
Ivetofta kyrka

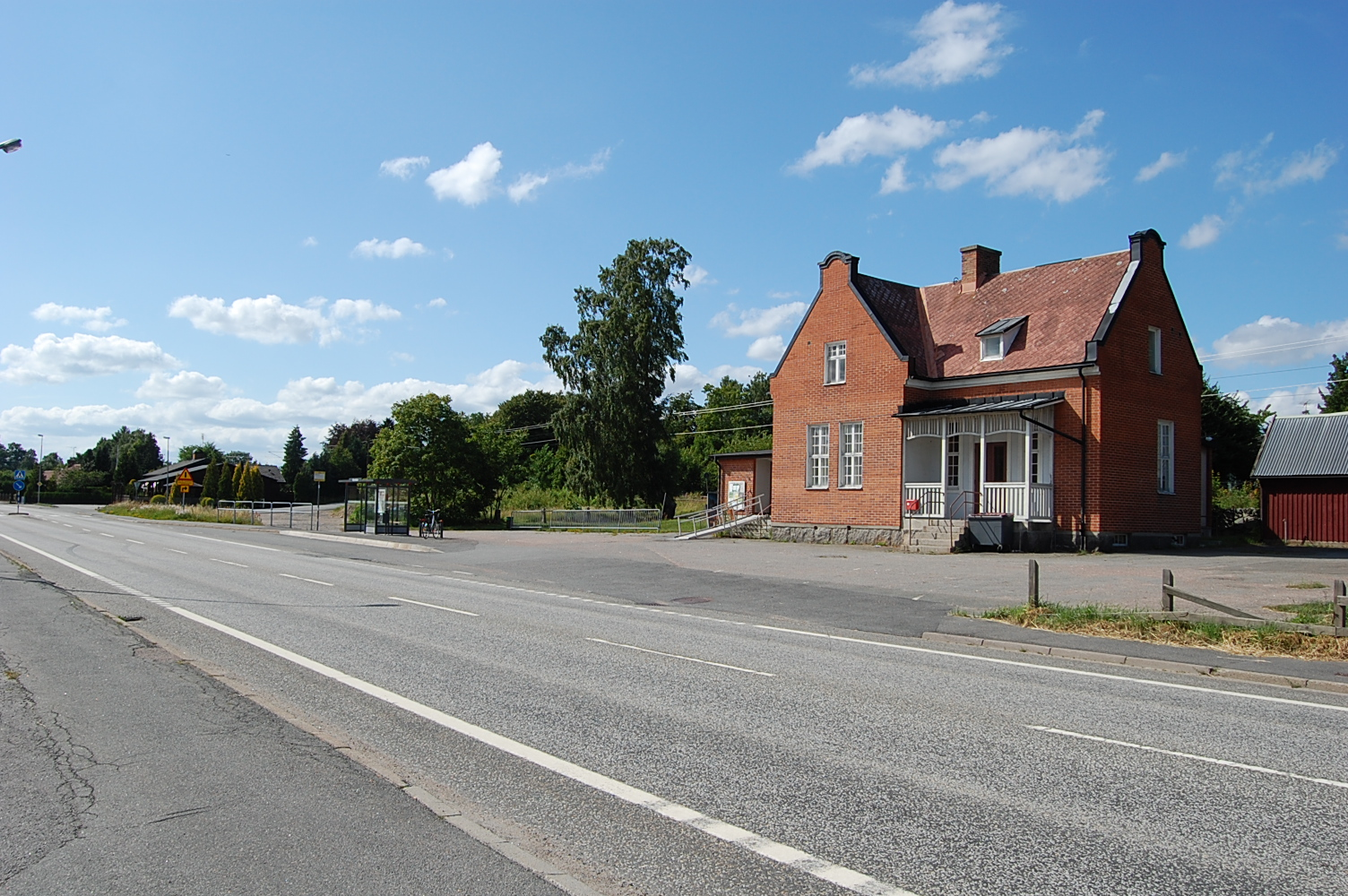
Valje

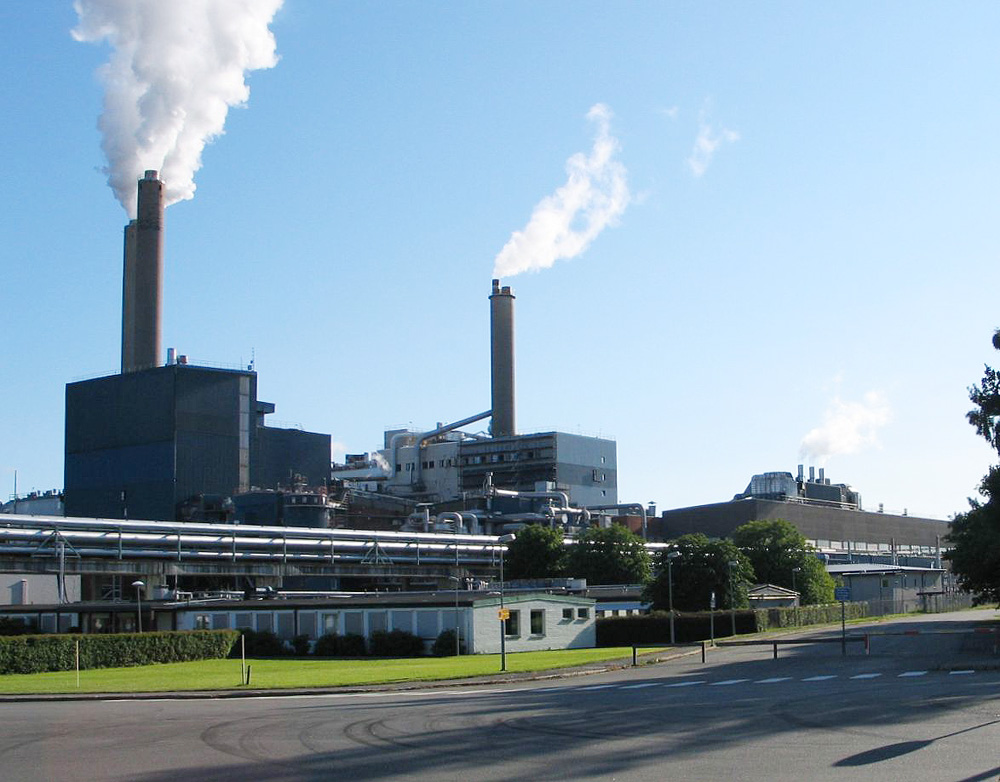
Zakłady w Nymölla

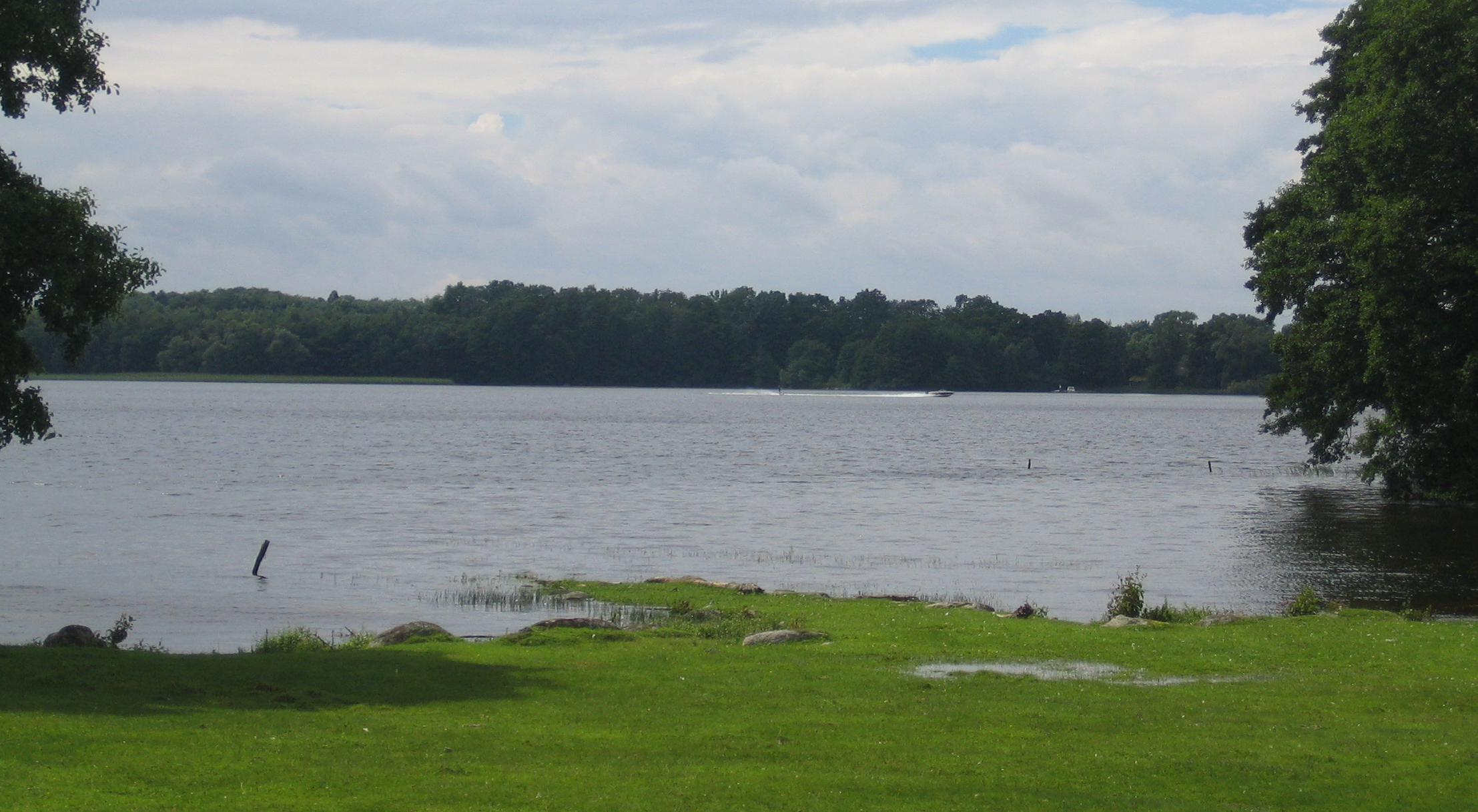
Ivösjön

Gmina Bromölla położona jest w północno-wschodniej części prowincji historycznej (landskap) Skania. Graniczy z gminami (w kolejności od kierunku zachodniego):
- Kristianstad
- Olofström
- Sölvesborg

### Powierzchnia
Według danych pochodzących z 2016 r. całkowita powierzchnia gminy (bez obszaru morskiego) wynosi łącznie 185,27 km² (257. pod względem powierzchni z 290 gmin Szwecji), z czego:
- 162,49 km² stanowi ląd
- 22,78 km² wody śródlądowe.

Do gminy Bromölla zalicza się także 11,87 km² obszaru morskiego.

## Demografia
31 grudnia 2015 r. gmina Bromölla liczyła 12 513 mieszkańców (180. pod względem zaludnienia), gęstość zaludnienia wynosiła 77,00 mieszkańców na km² (73. pod względem gęstości zaludnienia).
Struktura demograficzna (1 listopada 2015):
| Opis                              | Ogółem     | Ogółem     | Kobiety    | Kobiety    | Mężczyźni  | Mężczyźni  |
| --------------------------------- | ---------- | ---------- | ---------- | ---------- | ---------- | ---------- |
| Jednostka                         | osób       | %          | osób       | %          | osób       | %          |
| Populacja                         | 12 503     | 100        | 6166       | 49,32      | 6337       | 50,68      |
| Powierzchnia                      | 185,27 km² | 185,27 km² | 185,27 km² | 185,27 km² | 185,27 km² | 185,27 km² |
| Gęstość zaludnienia [mieszk./km²] | 76,94      | 76,94      | 76,94      | 76,94      | 76,94      | 76,94      |

## Miejscowości
Miejscowości (tätort) gminy Bromölla (2010):
| Lp. | Miejscowość | Liczba ludności |
| --- | ----------- | --------------- |
| 1   | Bromölla    | 7 595           |
| 2   | Näsum       | 1 117           |
| 3   | Valje       | 759             |
| 4   | Gualöv      | 530             |
| 5   | Nymölla     | 272             |

## Wybory
Wyniki wyborów do rady gminy Bromölla (kommunfullmäktige) 2010 r.:
|                               | Partia                    | Liczba głosów | Zmiana liczby głosów | Procent głosów | Zmiana % | Uzyskane mandaty | Zmiana liczby mandatów |
| ----------------------------- | ------------------------- | ------------- | -------------------- | -------------- | -------- | ---------------- | ---------------------- |
|                               | Moderaterna               | 1427          | +358                 | 18,32          | +3,75    | 8                | +2                     |
|                               | Centerpartiet             | 316           | –72                  | 4,06           | –1,23    | 2                | ±0                     |
|                               | Folkpartiet               | 472           | +70                  | 6,06           | +0,58    | 2                | ±0                     |
|                               | Kristdemokraterna         | 172           | –91                  | 2,21           | –1,38    | 1                | –1                     |
|                               | Socialdemokraterna        | 3099          | –616                 | 39,79          | –10,86   | 16               | –5                     |
|                               | Vänsterpartiet            | 627           | –13                  | 8,05           | –0,67    | 3                | –1                     |
|                               | Miljöpartiet              | 356           | +149                 | 4,57           | +1,75    | 2                | +1                     |
|                               | Sverigedemokraterna       | 1308          | +704                 | 16,80          | +8,56    | 7                | +4                     |
|                               | Pozostałe partie          | 11            | –36                  | 0,14           | –0,50    | 0                | –                      |
| Razem (frekwencja 81,50%)     | Razem (frekwencja 81,50%) | 7788          |                      | 100,0          |          | 41               | ±0                     |
| Źródło: Valmyndigheten (szw.) |                           |               |                      |                |          |                  |                        |